# Giovanni Grimaldi (Drehbuchautor)
Giovanni Grimaldi (oft Gianni Grimaldi, * 14. November 1917 in Catania; † 27. Februar 2001 in Rom) war ein italienischer Drehbuchautor und Filmregisseur.

## Leben
Grimaldi, der als Jurist und Journalist ausgebildet war, arbeitete zunächst für etliche Zeitungen und humoristische Periodika wie „Trilussa“, „Marc'Aurelio“ und mit Giovannino Guareschi bei „Candido“. Als Autor und Regisseur war er für Theater, Fernsehen – mit Domenico Modugno entstand „Scaramouche“ als Musical, mit Vittorio Gassman wurde „Il mattatore“ gesendet – und Radio (herausragend seine Beiträge für „Rosso e nero“) tätig, 1946 gründete er mit Ruggero Maccari die Zeitschrift Pinco Pallino. Zu Beginn der 1950er Jahre begann eine fruchtbare Arbeit als Drehbuchautor – insgesamt fast 90 Arbeiten – für Parodien, Komödien und Farcen, aber auch für Italowestern. Seit 1964 war er auch für fast zwanzig Filme als Regisseur für Komödien verantwortlich, von denen nur zwei im deutschen Sprachraum gezeigt wurden. Oftmals arbeitete er als Drehbuchautor mit Bruno Corbucci, den er seit gemeinsamen Arbeiten für Theater und Fernsehen kannte, zusammen, auch unter dem Namen Jean Grimaud; als Regisseur mit Franco & Ciccio sowie Lando Buzzanca.

## Filmografie (Auswahl)
Drehbuch
- 1955: Gute Nacht, Herr Advokat! (Buonanotte… avvocato!) – Regie: Giorgio Bianchi
- 1961: I magnifici tre
- 1964: Danza macabra
- 1965: Cuatro dólares de venganza
- 1969: Zwei Trottel als Revolverhelden (Franco e Ciccio sul sentiero di guerra)
- 1971: Dracula im Schloß des Schreckens (Nella stretta morsa del ragno)

Regie
- 1964: Questo pazzo, pazzo mondo della canzone
- 1965: Pistoleros (All'ombra di una colt)
- 1966: Django – schwarzer Gott des Todes (Starblack)
- 1967: Il bello, il brutto, il cretino
- 1976: Frou Frou del Tabarin